# Шелли, Брюс
Брюс Ше́лли (англ. Bruce Shelley; июль 1948 года, Мичиган, США) — американский геймдизайнер настольных и компьютерных игр. Больше всего известен как геймдизайнер, совместно создавший с Сидом Мейером Sid Meier's Railroad Tycoon и Sid Meier's Civilization, и позже как один из создателей игр серии Age of Empires.
За вклад в разработку Age of Empires в 2009 году Брюс Шелли включён в Зал Славы Академии интерактивных искусств и наук.

## Карьера
Брюс Шелли работал совместно с Avalon Hill и разрабатывал настольные игры компании, включая 1830: The Game of Railroads and Robber Barons, которая была создана в результате вдохновения игрой Фрэнсиса Тресама о железных дорогах 1829 года. Приблизительно в 1988 году Брюс Шелли понял, что рынок настольных игр сужается в пользу компьютерных игр, и у него получилось попасть в MicroProse в качестве геймдизайнера. Вскоре Брюс Шелли начал тесно работать с Сидом Мейером, став его «номером 2». Данное сотрудничество и опыт разработки настольных игр Брюса Шелли повлияли на Сида Мейера. Первым их совместным проектом стала Sid Meier’s Railroad Tycoon, которая была частично основана на игре Брюса Шелли 1830: The Game of Railroads and Robber Barons. Впоследствии они вместе работали над Sid Meier's Covert Action и созданием Civilization.
Брюс Шелли на рубеже 1990-х женился, и его супруга нашла высокооплачиваемую работу в Чикаго (в три раза превышающую зарплату Шелли). В то же время сотрудник MicroProse, который нанял Брюса Шелли, покинул компанию через год, и постепенно Брюс Шелли стал одним из наименее оплачиваемых работников MicroProse. По этим причинам и из-за изменения обстановки внутри компании Брюс Шелли покидает MicroProse в конце 1992 года (Рождество было последним пребыванием в компании). Впоследствии он становится одним из основателей Ensemble Studios. В эту компанию он приносит идеи Civilization и ведёт разработку первых игр серии Age of Empires, первая из которых вышла в 1997 году. Через своих коллег-геймдизайнеров Брайана Рейнольдса и Дейва Поттингера Брюс Шелли также работал c играми Zynga. В 2016 году сотрудничал с компанией Bonusxp в разработке игр для мобильных устройств.

## Игры Брюса Шелли
- 1830: The Game of Railroads and Robber Barons[англ.] (1986)
- Sid Meier's Railroad Tycoon (1990)
- Sid Meier's Covert Action (1990)
- Sid Meier's Civilization (1991)
- Age of Empires (1997)
- Age of Empires II: The Age of Kings (1999)
- Age of Mythology (2002)
- Age of Empires III (2005)